# Pokutująca Maria Magdalena (obraz El Greca z 1577)
Pokutująca Maria Magdalena – obraz hiszpańskiego malarza pochodzenia greckiego Dominikosa Theotokopulosa, znanego jako El Greco. Obraz sygnowany: CHÈIR DOMENIKOU
W pierwszych latach pobytu w Hiszpanii El Greco namalował kilka obrazów przedstawiających Marię Magdalenę. Jednym z pierwszych było płótno znajdujące się obecnie w Worcester Art Museum, wzorowany na pierwszej wersji z Budapesztu powstałej prawdopodobnie jeszcze we Włoszech. Na wersji powstałej już w Toledo wzorowały się kolejne wersje Marii Magdaleny z Kansas City czy z Museo Cau Ferrat. W sumie artysta namalował pięć wersji Magdaleny pokutującej. Inspiracją stanowił niewątpliwie obraz Tycjana Magdalena z 1535 roku.

## Opis obrazu
W Pokutującej Marii Magdalenie z Massachusett, artysta koncentruje się na stworzeniu pięknej postaci z której emanuje zmysłowość i jednocześnie duchowość Magdaleny. Atrakcyjność podkreślona jest długimi blond włosami przykrytymi przezroczystym welonem i wielkimi oczami świętej, zabiegu często powtarzanego w kolejnych pracach El Greca. Postać doskonale jest umieszczona w przestrzeni; zachowany jest kolorystyczny balans pomiędzy ciemnymi skałami a światłem. Zastosowanie efektu cieniowanych chmur pozwala na datowanie obrazu na ten sam okres co Chrystus na krzyżu adorowany przez donatorów z Luwru. Scenerię wypełnia niewiele elementów: bluszcz rozrzucony na gołych skałach i martwa natura składająca się z czaszki i małego szklanego wazonu, tradycyjne symbole świętej.

## Datowanie
Historycy z Worcester Art Museum datują powstanie obrazu na lata ok. 1577 roku. José Gudiol umieszcza dzieło w przedziale lat 1576–1579, David Davies i Elliott na 1580 rok.

## Inne wersje

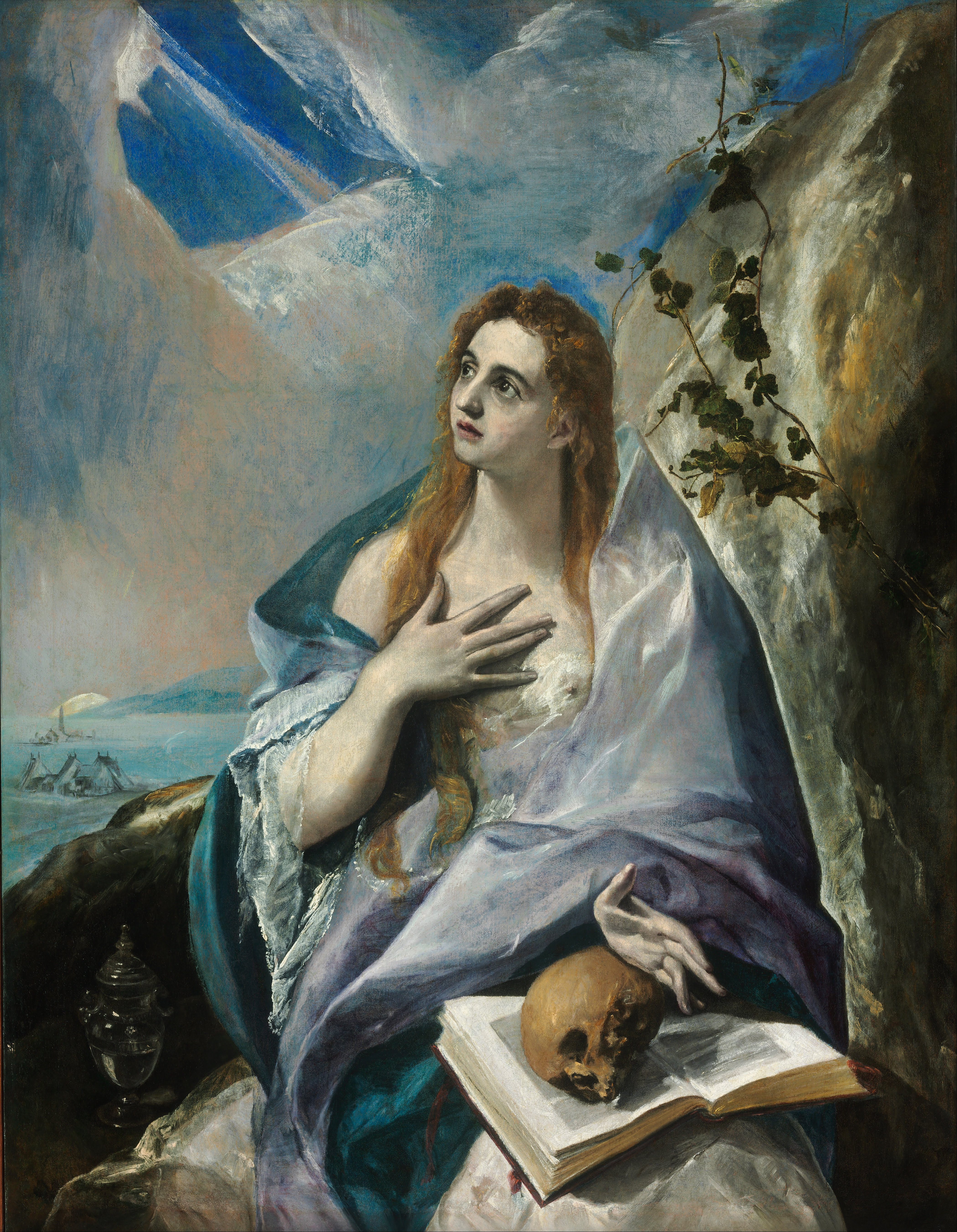
Pokutująca Maria Magdalena z 1580 (1580), 156,5 × 121 cm, Muzeum Sztuk Pięknych w Budapeszcie
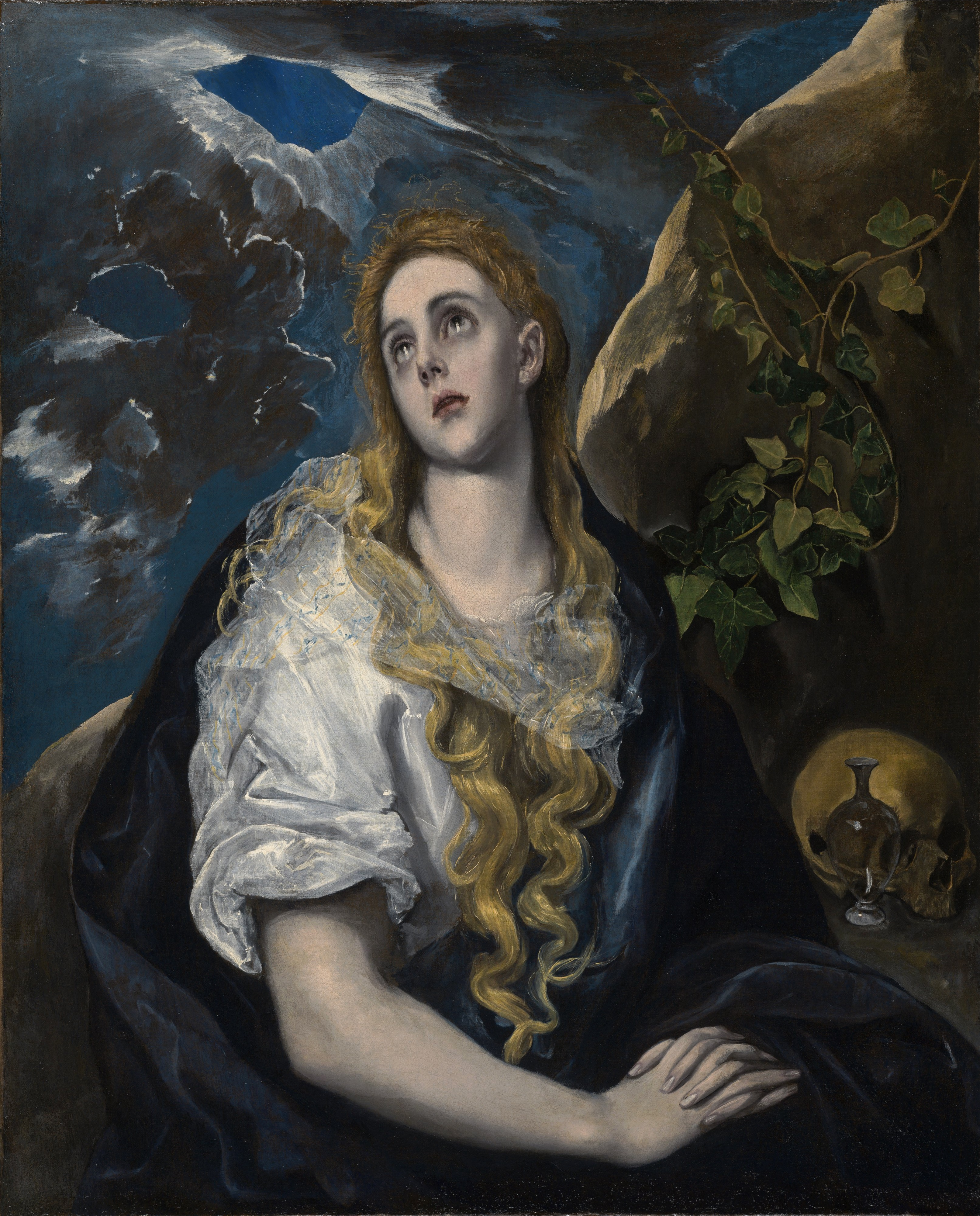
Pokutująca Maria Magdalena z 1585 (1580 – 1585), 108 × 87 cm, Nelson-Atkins Museum of Art
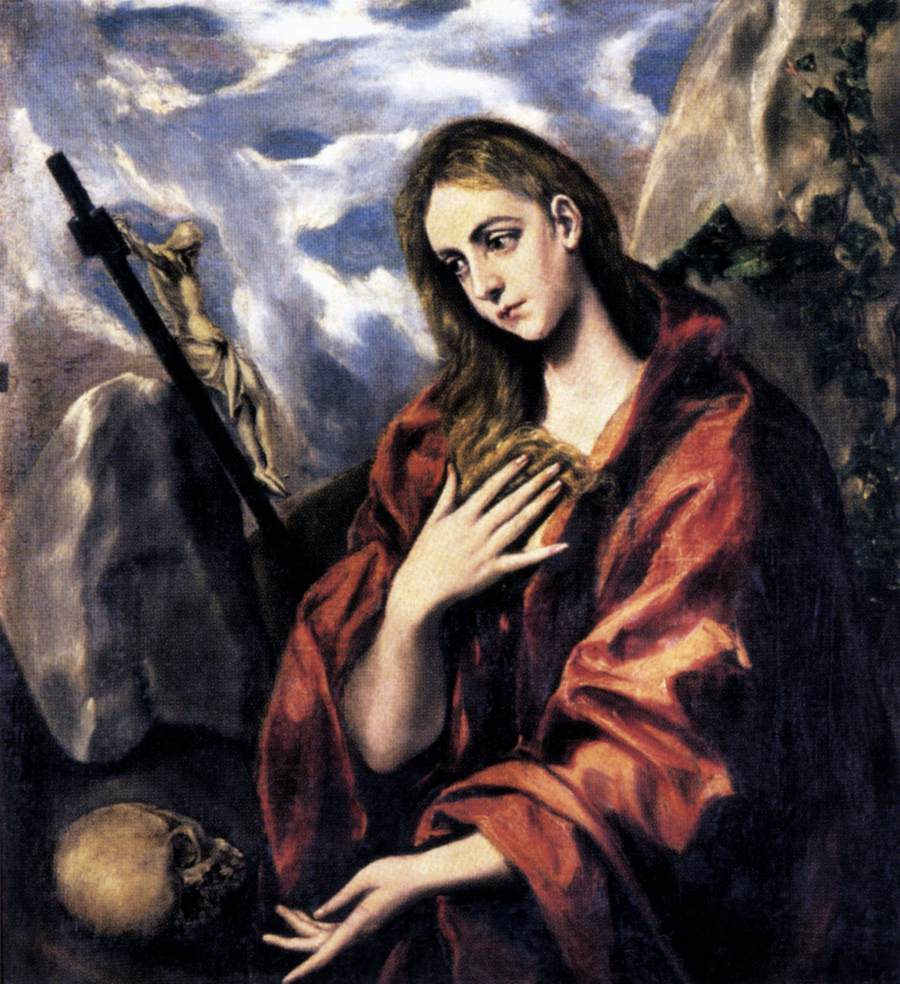
Pokutująca Maria Magdalena z 1597 (1585 – 1590), 109 × 96 cm, Museo Cau Ferrat, Sitges
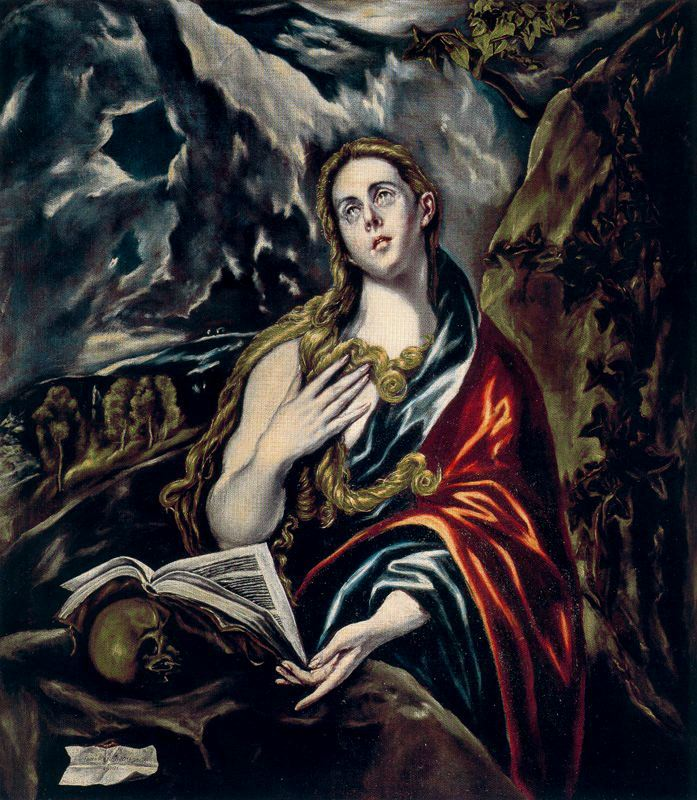
Pokutująca Maria Magdalena (1605 – 1610), 118 × 105 cm, kolekcja prywatna